# Przemysław Frankowski
Przemysław Adam Frankowski (Danzica, 12 aprile 1995) è un calciatore polacco, centrocampista del Rennes, in prestito dal Galatasaray, e della nazionale polacca.

## Caratteristiche tecniche
Trequartista, può giocare come ala su entrambe le fasce.

## Carriera

### Club

#### Gli inizi
Frankowski è arrivato al calcio professionistico attraverso le giovanili del Lechia Gdańsk e ha fatto il suo debutto in Ekstraklasa dopo essere entrato come sostituto il 14 aprile 2013 contro il suo futuro club Jagiellonia Białystok. Alla 24ª giornata, Frankowski è riuscito a segnare il primo gol nell'Ekstraklasa contro il Podbeskidzie Bielsko-Biała.
Dopo un totale di 44 partite ufficiali con il Lechia Gdańsk, l'esterno offensivo è passato ai rivali in campionato dello Jagiellonia Białystok nell'estate del 2014 per una cifra dichiarata di 75.000 euro e ha collezionato 28 presenze e tre gol nella sua prima stagione. Frankowski ha esordito in Europa contro la rappresentativa lituana Kruoja Pakruojis nelle qualificazioni di UEFA Europa League 2015 prima che la sua squadra venisse eliminata al secondo turno preliminare dall'Omonia Nicosia di Cipro. Frankowski è considerato un grande talento nel calcio polacco grazie alla sua flessibilità di posizione e velocità.

#### Chicago Fire
Nel gennaio 2019 si è trasferito negli Stati Uniti al Chicago Fire. Alla giornata 11, ha segnato il suo primo gol in Major League Soccer in una partita casalinga contro il New England Revolution (5-0).

#### Lens
Il 5 agosto 2021 viene acquistato dal Lens.

#### Prestito al Galatasaray
Il 10 febbraio 2025 viene ceduto in prestito al Galatasaray.

### Nazionale
Frankowski ha attraversato tutte le squadre nazionali junior polacche dall'Under 16 ed è attualmente un giocatore della nazionale maggiore. Il centrocampista ha esordito il 23 marzo 2018 in un'amichevole contro la Nigeria (0-1) a Breslavia. È stato convocato nella squadra polacca per il Campionato europeo di calcio 2021, ma non ha superato la fase a gironi.
Segna il suo primo goal in nazionale il 13 ottobre 2019 contro la Macedonia del Nord durante una partita valida per la qualificazione a Euro 2020.
Nel novembre del 2022, viene incluso dal CT Czesław Michniewicz nella rosa polacca partecipante ai Mondiali di calcio in Qatar.

## Statistiche

### Presenze e reti nei club
Statistiche aggiornate al 19 maggio 2024.
| Stagione              | Squadra               | Campionato            | Campionato | Campionato | Coppe nazionali | Coppe nazionali | Coppe nazionali | Coppe continentali | Coppe continentali | Coppe continentali | Altre coppe | Altre coppe | Altre coppe | Totale | Totale |
| Stagione              | Squadra               | Comp                  | Pres       | Reti       | Comp            | Pres            | Reti            | Comp               | Pres               | Reti               | Comp        | Pres        | Reti        | Pres   | Reti   |
| --------------------- | --------------------- | --------------------- | ---------- | ---------- | --------------- | --------------- | --------------- | ------------------ | ------------------ | ------------------ | ----------- | ----------- | ----------- | ------ | ------ |
| 2012-2013             | Lechia Danzica        | EK                    | 8          | 1          | -               | -               | -               | -                  | -                  | -                  | -           | -           | -           | 8      | 1      |
| 2013-2014             | Lechia Danzica        | EK                    | 33         | 1          | CP              | 3               | 1               | -                  | -                  | -                  | -           | -           | -           | 36     | 2      |
| 2014-ago. 2014        | Lechia Danzica        | EK                    | 0          | 0          | -               | -               | -               | -                  | -                  | -                  | -           | -           | -           | 0      | 0      |
| Totale Lechia Danzica | Totale Lechia Danzica | Totale Lechia Danzica | 41         | 2          |                 | 3               | 1               |                    | 0                  | 0                  |             | 0           | 0           | 44     | 3      |
| ago. 2014-2015        | Jagiellonia           | EK                    | 28         | 3          | CP              | 2               | 0               | -                  | -                  | -                  | -           | -           | -           | 30     | 3      |
| 2015-2016             | Jagiellonia           | EK                    | 31         | 6          | CP              | 2               | 1               | UEL                | 3                  | 1                  | -           | -           | -           | 36     | 8      |
| 2016-2017             | Jagiellonia           | EK                    | 35         | 8          | CP              | 1               | 0               | -                  | -                  | -                  | -           | -           | -           | 36     | 8      |
| 2017-2018             | Jagiellonia           | EK                    | 31         | 4          | CP              | 0               | 0               | -                  | -                  | -                  | -           | -           | -           | 31     | 4      |
| 2018-gen. 2019        | Jagiellonia           | EK                    | 15         | 3          | CP              | 3               | 0               | UEL                | 4                  | 0                  | -           | -           | -           | 22     | 3      |
| Totale Jagiellonia    | Totale Jagiellonia    | Totale Jagiellonia    | 140        | 24         |                 | 8               | 1               |                    | 7                  | 1                  |             | 0           | 0           | 155    | 26     |
| 2019                  | Chicago Fire          | MLS                   | 31         | 5          | USOC            | 0               | 0               | -                  | -                  | -                  | LC          | 1           | 0           | 32     | 5      |
| 2020                  | Chicago Fire          | MLS                   | 19         | 3          | -               | -               | -               | -                  | -                  | -                  | -           | -           | -           | 19     | 3      |
| gen.-lug.2021         | Chicago Fire          | MLS                   | 13         | 2          | -               | -               | -               | -                  | -                  | -                  | -           | -           | -           | 13     | 2      |
| Totale Chicago Fire   | Totale Chicago Fire   | Totale Chicago Fire   | 63         | 10         |                 | 0               | 0               |                    | 0                  | 0                  |             | 1           | 0           | 64     | 10     |
| 2021-2022             | Lens                  | L1                    | 37         | 6          | CF              | 3               | 0               | -                  | -                  | -                  | -           | -           | -           | 40     | 6      |
| 2022-2023             | Lens                  | L1                    | 37         | 5          | CF              | 4               | 0               | -                  | -                  | -                  | -           | -           | -           | 41     | 5      |
| 2023-2024             | Lens                  | L1                    | 30         | 3          | CF              | 1               | 0               | UCL+UEL            | 6+2                | 1+0                | -           | -           | -           | 39     | 4      |
| Totale Lens           | Totale Lens           | Totale Lens           | 104        | 14         |                 | 8               | 0               |                    | 8                  | 1                  |             | 0           | 0           | 120    | 15     |
| Totale Carriera       | Totale Carriera       | Totale Carriera       | 348        | 50         |                 | 19              | 2               |                    | 15                 | 2                  |             | 1           | 0           | 383    | 54     |

### Cronologia presenze e reti in nazionale
| Cronologia completa delle presenze e delle reti in nazionale ― Polonia | Cronologia completa delle presenze e delle reti in nazionale ― Polonia | Cronologia completa delle presenze e delle reti in nazionale ― Polonia | Cronologia completa delle presenze e delle reti in nazionale ― Polonia | Cronologia completa delle presenze e delle reti in nazionale ― Polonia | Cronologia completa delle presenze e delle reti in nazionale ― Polonia | Cronologia completa delle presenze e delle reti in nazionale ― Polonia | Cronologia completa delle presenze e delle reti in nazionale ― Polonia |
| Data                                                                   | Città                                                                  | In casa                                                                | Risultato                                                              | Ospiti                                                                 | Competizione                                                           | Reti                                                                   | Note                                                                   |
| ---------------------------------------------------------------------- | ---------------------------------------------------------------------- | ---------------------------------------------------------------------- | ---------------------------------------------------------------------- | ---------------------------------------------------------------------- | ---------------------------------------------------------------------- | ---------------------------------------------------------------------- | ---------------------------------------------------------------------- |
| 23-3-2018                                                              | Breslavia                                                              | Polonia                                                                | 0 – 1                                                                  | Nigeria                                                                | Amichevole                                                             | -                                                                      | 86’                                                                    |
| 11-9-2018                                                              | Breslavia                                                              | Polonia                                                                | 1 – 1                                                                  | Irlanda                                                                | Amichevole                                                             | -                                                                      | 81’                                                                    |
| 15-11-2018                                                             | Danzica                                                                | Polonia                                                                | 0 – 1                                                                  | Rep. Ceca                                                              | Amichevole                                                             | -                                                                      | 63’                                                                    |
| 20-11-2018                                                             | Guimarães                                                              | Portogallo                                                             | 1 – 1                                                                  | Polonia                                                                | UEFA Nations League 2018-2019 - 1º turno                               | -                                                                      | 78’                                                                    |
| 21-3-2019                                                              | Vienna                                                                 | Austria                                                                | 0 – 1                                                                  | Polonia                                                                | Qual. Euro 2020                                                        | -                                                                      | 46’                                                                    |
| 24-3-2019                                                              | Varsavia                                                               | Polonia                                                                | 2 – 0                                                                  | Lettonia                                                               | Qual. Euro 2020                                                        | -                                                                      | 83’                                                                    |
| 7-6-2019                                                               | Skopje                                                                 | Macedonia del Nord                                                     | 0 – 1                                                                  | Polonia                                                                | Qual. Euro 2020                                                        | -                                                                      | 46’                                                                    |
| 10-10-2019                                                             | Riga                                                                   | Lettonia                                                               | 0 – 3                                                                  | Polonia                                                                | Qual. Euro 2020                                                        | -                                                                      | 77’                                                                    |
| 13-10-2019                                                             | Varsavia                                                               | Polonia                                                                | 2 – 0                                                                  | Macedonia del Nord                                                     | Qual. Euro 2020                                                        | 1                                                                      | 73’                                                                    |
| 16-11-2019                                                             | Gerusalemme                                                            | Israele                                                                | 1 – 2                                                                  | Polonia                                                                | Qual. Euro 2020                                                        | -                                                                      |                                                                        |
| 1-6-2021                                                               | Breslavia                                                              | Polonia                                                                | 1 – 1                                                                  | Russia                                                                 | Amichevole                                                             | -                                                                      | 80’                                                                    |
| 8-6-2021                                                               | Poznań                                                                 | Polonia                                                                | 2 – 2                                                                  | Islanda                                                                | Amichevole                                                             | -                                                                      | 64’                                                                    |
| 14-6-2021                                                              | San Pietroburgo                                                        | Polonia                                                                | 1 – 2                                                                  | Slovacchia                                                             | Euro 2020 - 1º turno                                                   | -                                                                      | 74’                                                                    |
| 19-6-2021                                                              | Siviglia                                                               | Spagna                                                                 | 1 – 1                                                                  | Polonia                                                                | Euro 2020 - 1º turno                                                   | -                                                                      | 68’                                                                    |
| 23-6-2021                                                              | San Pietroburgo                                                        | Svezia                                                                 | 3 – 2                                                                  | Polonia                                                                | Euro 2020 - 1º turno                                                   | -                                                                      | 46’                                                                    |
| 2-9-2021                                                               | Varsavia                                                               | Polonia                                                                | 4 – 1                                                                  | Albania                                                                | Qual. Mondiali 2022                                                    | -                                                                      | 61’                                                                    |
| 5-9-2021                                                               | Serravalle                                                             | San Marino                                                             | 1 – 7                                                                  | Polonia                                                                | Qual. Mondiali 2022                                                    | -                                                                      | 79’                                                                    |
| 8-9-2021                                                               | Varsavia                                                               | Polonia                                                                | 1 – 1                                                                  | Inghilterra                                                            | Qual. Mondiali 2022                                                    | -                                                                      | 80’                                                                    |
| 9-10-2021                                                              | Varsavia                                                               | Polonia                                                                | 5 – 0                                                                  | San Marino                                                             | Qual. Mondiali 2022                                                    | -                                                                      | 66’                                                                    |
| 12-10-2021                                                             | Tirana                                                                 | Albania                                                                | 0 – 1                                                                  | Polonia                                                                | Qual. Mondiali 2022                                                    | -                                                                      | 71’                                                                    |
| 12-11-2021                                                             | Andorra la Vella                                                       | Andorra                                                                | 1 – 4                                                                  | Polonia                                                                | Qual. Mondiali 2022                                                    | -                                                                      | 64’                                                                    |
| 15-11-2021                                                             | Varsavia                                                               | Polonia                                                                | 1 – 2                                                                  | Ungheria                                                               | Qual. Mondiali 2022                                                    | -                                                                      | 65’                                                                    |
| 11-6-2022                                                              | Rotterdam                                                              | Paesi Bassi                                                            | 2 – 2                                                                  | Polonia                                                                | UEFA Nations League 2022-2023 - 1º turno                               | -                                                                      | 84’                                                                    |
| 14-6-2022                                                              | Varsavia                                                               | Polonia                                                                | 0 – 1                                                                  | Belgio                                                                 | UEFA Nations League 2022-2023 - 1º turno                               | -                                                                      | 58’                                                                    |
| 22-9-2022                                                              | Varsavia                                                               | Polonia                                                                | 0 – 2                                                                  | Paesi Bassi                                                            | UEFA Nations League 2022-2023 - 1º turno                               | -                                                                      | 79’                                                                    |
| 16-11-2022                                                             | Varsavia                                                               | Polonia                                                                | 1 – 0                                                                  | Cile                                                                   | Amichevole                                                             | -                                                                      | 67’                                                                    |
| 22-11-2022                                                             | Doha                                                                   | Messico                                                                | 0 – 0                                                                  | Polonia                                                                | Mondiali 2022 - 1º turno                                               | -                                                                      | 72’ 76’                                                                |
| 26-11-2022                                                             | Al Rayyan                                                              | Polonia                                                                | 2 – 0                                                                  | Arabia Saudita                                                         | Mondiali 2022 - 1º turno                                               | -                                                                      |                                                                        |
| 30-11-2022                                                             | Doha                                                                   | Polonia                                                                | 0 – 2                                                                  | Argentina                                                              | Mondiali 2022 - 1º turno                                               | -                                                                      | 46’                                                                    |
| 4-12-2022                                                              | Doha                                                                   | Francia                                                                | 3 – 1                                                                  | Polonia                                                                | Mondiali 2022 - Ottavi di finale                                       | -                                                                      | 87’                                                                    |
| 24-3-2023                                                              | Praga                                                                  | Rep. Ceca                                                              | 3 – 1                                                                  | Polonia                                                                | Qual. Euro 2024                                                        | -                                                                      |                                                                        |
| 27-3-2023                                                              | Varsavia                                                               | Polonia                                                                | 1 – 0                                                                  | Albania                                                                | Qual. Euro 2024                                                        | -                                                                      |                                                                        |
| 16-6-2023                                                              | Varsavia                                                               | Polonia                                                                | 1 – 0                                                                  | Germania                                                               | Amichevole                                                             | -                                                                      | 72’                                                                    |
| 20-6-2023                                                              | Chișinău                                                               | Moldavia                                                               | 3 – 2                                                                  | Polonia                                                                | Qual. Euro 2024                                                        | -                                                                      | 64’                                                                    |
| 12-10-2023                                                             | Tórshavn                                                               | Fær Øer                                                                | 0 – 2                                                                  | Polonia                                                                | Qual. Euro 2024                                                        | -                                                                      |                                                                        |
| 15-10-2023                                                             | Varsavia                                                               | Polonia                                                                | 1 – 1                                                                  | Moldavia                                                               | Qual. Euro 2024                                                        | -                                                                      | 47’                                                                    |
| 17-11-2023                                                             | Varsavia                                                               | Polonia                                                                | 1 – 1                                                                  | Rep. Ceca                                                              | Qual. Euro 2024                                                        | -                                                                      |                                                                        |
| 21-11-2023                                                             | Varsavia                                                               | Polonia                                                                | 2 – 0                                                                  | Lettonia                                                               | Amichevole                                                             | 1                                                                      |                                                                        |
| 21-3-2024                                                              | Varsavia                                                               | Polonia                                                                | 5 – 1                                                                  | Estonia                                                                | Qual. Euro 2024                                                        | 1                                                                      | 46’                                                                    |
| 26-3-2024                                                              | Cardiff                                                                | Galles                                                                 | 0 – 0 dts (4 – 5 dtr)                                                  | Polonia                                                                | Qual. Euro 2024                                                        | -                                                                      |                                                                        |
| 10-6-2024                                                              | Varsavia                                                               | Polonia                                                                | 2 – 1                                                                  | Turchia                                                                | Amichevole                                                             | -                                                                      |                                                                        |
| 16-6-2024                                                              | Amburgo                                                                | Polonia                                                                | 1 – 2                                                                  | Paesi Bassi                                                            | Euro 2024 - 1º turno                                                   | -                                                                      |                                                                        |
| 21-6-2024                                                              | Berlino                                                                | Polonia                                                                | 1 – 3                                                                  | Austria                                                                | Euro 2024 - 1º turno                                                   | -                                                                      |                                                                        |
| 25-6-2024                                                              | Dortmund                                                               | Francia                                                                | 1 – 1                                                                  | Polonia                                                                | Euro 2024 - 1º turno                                                   | -                                                                      |                                                                        |
| 5-9-2024                                                               | Glasgow                                                                | Scozia                                                                 | 2 – 3                                                                  | Polonia                                                                | UEFA Nations League 2024-2025 - 1º turno                               | -                                                                      |                                                                        |
| 8-9-2024                                                               | Osijek                                                                 | Croazia                                                                | 1 – 0                                                                  | Polonia                                                                | UEFA Nations League 2024-2025 - 1º turno                               | -                                                                      | 82’                                                                    |
| 12-10-2024                                                             | Varsavia                                                               | Polonia                                                                | 1 – 3                                                                  | Portogallo                                                             | UEFA Nations League 2024-2025 - 1º turno                               | -                                                                      | 51’                                                                    |
| 21-3-2025                                                              | Varsavia                                                               | Polonia                                                                | 1 – 0                                                                  | Lituania                                                               | Qual. Mondiali 2026                                                    | -                                                                      |                                                                        |
| 24-3-2025                                                              | Varsavia                                                               | Polonia                                                                | 2 – 0                                                                  | Malta                                                                  | Qual. Mondiali 2026                                                    | -                                                                      | 45+4’ 66’                                                              |
| 6-6-2025                                                               | Varsavia                                                               | Polonia                                                                | 2 – 0                                                                  | Moldavia                                                               | Amichevole                                                             | -                                                                      | 60’                                                                    |
| Totale                                                                 |                                                                        | Presenze                                                               | 50                                                                     |                                                                        | Reti                                                                   | 3                                                                      |                                                                        |

| Cronologia completa delle presenze e delle reti in nazionale ― Polonia under 21 | Cronologia completa delle presenze e delle reti in nazionale ― Polonia under 21 | Cronologia completa delle presenze e delle reti in nazionale ― Polonia under 21 | Cronologia completa delle presenze e delle reti in nazionale ― Polonia under 21 | Cronologia completa delle presenze e delle reti in nazionale ― Polonia under 21 | Cronologia completa delle presenze e delle reti in nazionale ― Polonia under 21 | Cronologia completa delle presenze e delle reti in nazionale ― Polonia under 21 | Cronologia completa delle presenze e delle reti in nazionale ― Polonia under 21 |
| Data                                                                            | Città                                                                           | In casa                                                                         | Risultato                                                                       | Ospiti                                                                          | Competizione                                                                    | Reti                                                                            | Note                                                                            |
| ------------------------------------------------------------------------------- | ------------------------------------------------------------------------------- | ------------------------------------------------------------------------------- | ------------------------------------------------------------------------------- | ------------------------------------------------------------------------------- | ------------------------------------------------------------------------------- | ------------------------------------------------------------------------------- | ------------------------------------------------------------------------------- |
| 8-9-2015                                                                        | -                                                                               | Polonia under 21                                                                | 0 – 0                                                                           | Svezia under 21                                                                 | Amichevole                                                                      | -                                                                               | 85’                                                                             |
| 12-11-2015                                                                      | Gdynia                                                                          | Polonia under 21                                                                | 1 – 0                                                                           | Norvegia under 21                                                               | Amichevole                                                                      | -                                                                               | 83’                                                                             |
| 16-11-2015                                                                      | Cracovia                                                                        | Polonia under 21                                                                | 0 – 1                                                                           | Ucraina under 21                                                                | Amichevole                                                                      | -                                                                               | 73’                                                                             |
| 23-3-2016                                                                       | Bydgoszcz                                                                       | Polonia under 21                                                                | 1 – 0                                                                           | Finlandia under 21                                                              | Amichevole                                                                      | -                                                                               | 66’                                                                             |
| 6-9-2016                                                                        | -                                                                               | Polonia under 21                                                                | 1 – 1                                                                           | Ungheria under 21                                                               | Amichevole                                                                      | -                                                                               | 77’                                                                             |
| 6-10-2016                                                                       | Bydgoszcz                                                                       | Polonia under 21                                                                | 2 – 0                                                                           | Ucraina under 21                                                                | Amichevole                                                                      | -                                                                               | 66’                                                                             |
| 15-11-2016                                                                      | Tychy                                                                           | Polonia under 21                                                                | 1 – 0                                                                           | Germania under 21                                                               | Amichevole                                                                      | -                                                                               | 66’                                                                             |
| 23-3-2017                                                                       | Cracovia                                                                        | Polonia under 21                                                                | 1 – 2                                                                           | Italia under 21                                                                 | Amichevole                                                                      | -                                                                               | 54’                                                                             |
| 27-3-2017                                                                       | Kielce                                                                          | Polonia under 21                                                                | 1 – 2                                                                           | Rep. Ceca under 21                                                              | Amichevole                                                                      | -                                                                               | 58’                                                                             |
| 16-6-2017                                                                       | -                                                                               | Polonia under 21                                                                | 1 – 2                                                                           | Slovacchia under 21                                                             | Europeo Under-21 2017 - 1º turno                                                | -                                                                               |                                                                                 |
| 19-6-2017                                                                       | -                                                                               | Polonia under 21                                                                | 2 – 2                                                                           | Svezia under 21                                                                 | Europeo Under-21 2017 - 1º turno                                                | -                                                                               |                                                                                 |
| 22-6-2017                                                                       | Kielce                                                                          | Inghilterra under 21                                                            | 3 – 0                                                                           | Polonia under 21                                                                | Europeo Under-21 2017 - 1º turno                                                | -                                                                               |                                                                                 |
| Totale                                                                          |                                                                                 | Presenze                                                                        | 12                                                                              |                                                                                 | Reti                                                                            | 0                                                                               |                                                                                 |

## Palmarès

### Club
- Coppa di Turchia: 1

Galatasaray: 2024-2025
- Campionato turco: 1

Galatasaray:  2024-2025

### Nazionale
- Torneo Quattro Nazioni Under-20: 1

2014-2015